# آرگونسی
آرگونسی (به فرانسوی: Argancy) یک کمون در فرانسه است که در canton of Vigy واقع شده‌است. آرگونسی ۱۱٫۴۵ کیلومتر مربع مساحت دارد ۱۵۰ متر بالاتر از سطح دریا واقع شده‌است.